# Leksowizaur
Leksowizaur (Lexovisaurus) – rodzaj dinozaura z rodziny stegozaurów (Stegosauridae), czworonożny, roślinożerny stegozaur spokrewniony z kentrozaurem.
Znaczenie jego nazwy - jaszczur Lexovii (celtyckie plemię Lexovii)

## Dane

### Czas
Jura około 165 mln lat temu.

### Miejsce znalezisk
Europa (Wielka Brytania Francja).

### Długość
Około 6 metrów.

### Wysokość
Około 3 metry

### Waga
4 000 kg.

#### Sposób poruszania się
Czworonożny.

## Opis

### Płyty
Wzdłuż grzbietu miał dwa rzędy cienkich płyt.

### Ogon
Zakończony dwoma lub trzema parami kolców.

### Głowa
Mała z małym mózgiem.

### Kolce barkowe
Leksowizaur miał nad barkami kolce o długości około 1 metra i średnicy przy nasadzie około 25 centymetrów.